# Tortiglioni

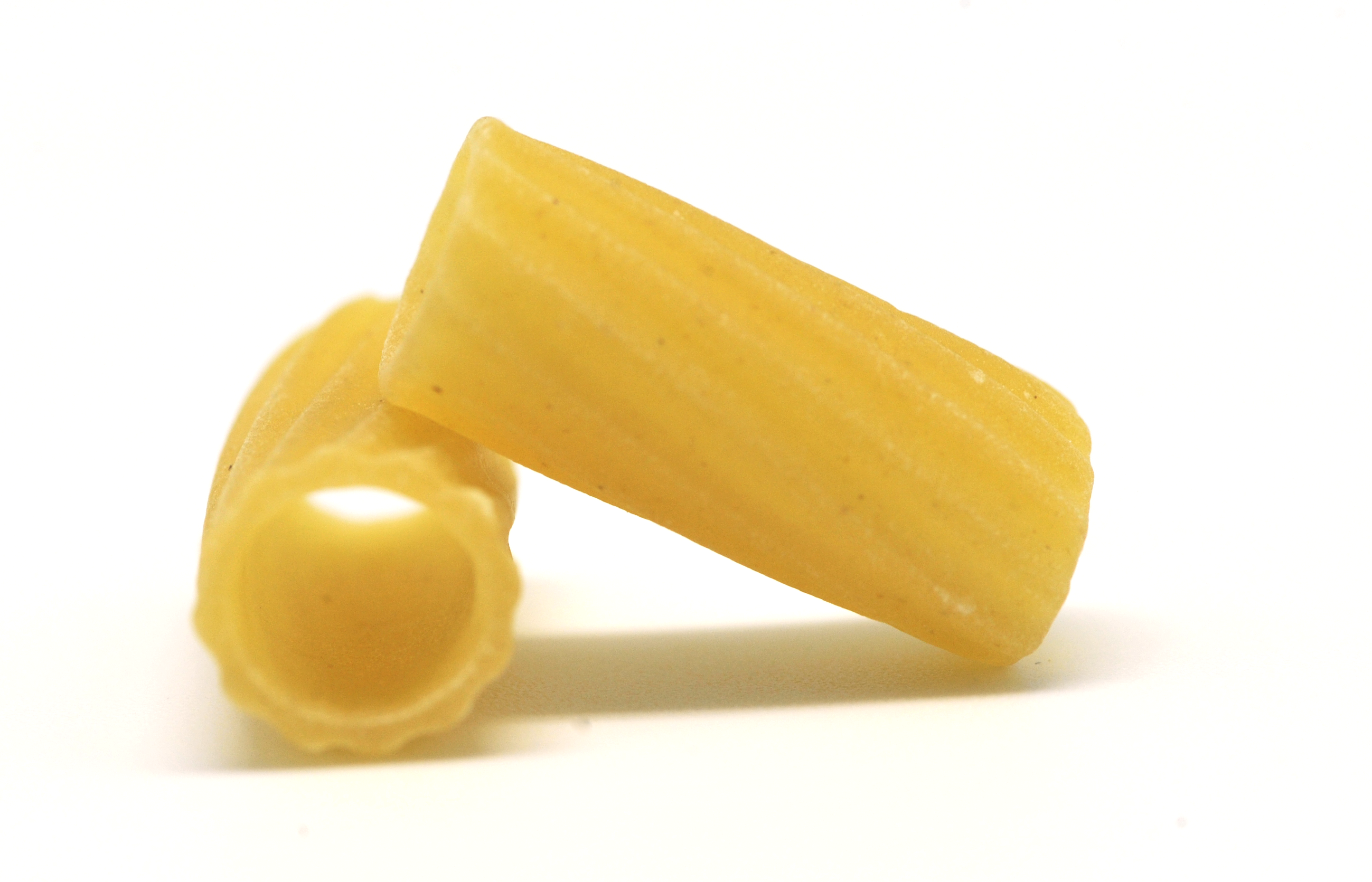
Tortiglioni

Tortiglioni (a tortiglione ‚spiralförmig‘), Rigatoni (riga ‚Linie‘) oder Succhietti (succhietto ‚Schnuller‘) sind verschiedene Formen kurzer Röhrennudeln mit verdrehten Rillen in der Oberfläche. 
Sie werden meistens mit Fleisch- und Käsesauce zubereitet, da sie sehr viel Sauce aufnehmen.